# Drip Torch

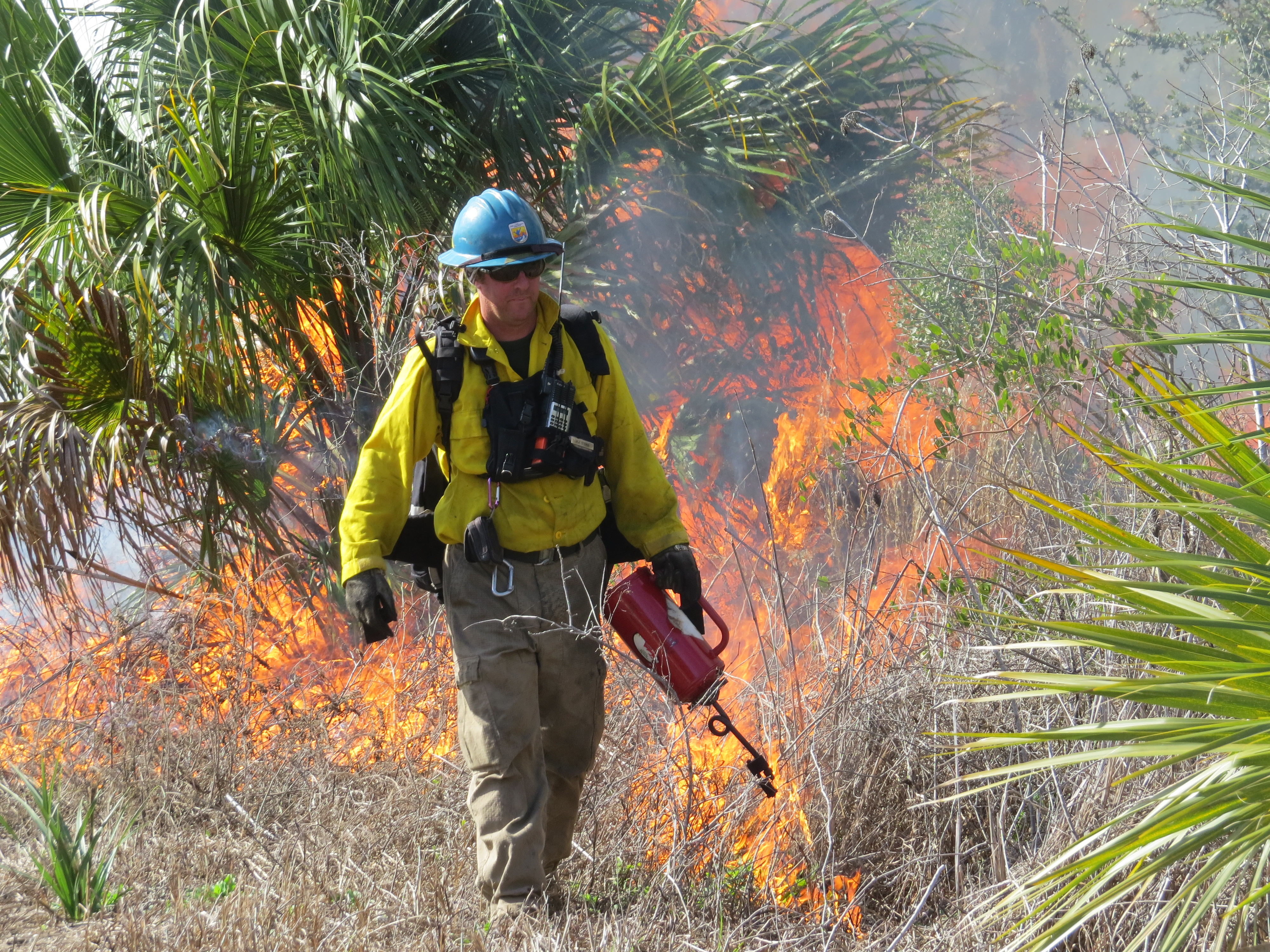
Einsatz einer Drip Torch

Eine Drip Torch (zu Deutsch: Tropfende Fackel, auch: Flämmkanne) ist ein Werkzeug zur Flur- und Waldbrandbekämpfung, vorwiegend bei Feuerwehreinheiten in den USA und Australien. Sie wird zum Kontrollierten Abbrennen von Vegetation, beim Anlegen von Brandschneisen oder Sicherheitszonen sowie zum Legen von Gegenfeuern verwendet. Drip Torches haben verschiedene Größen und Füllmengen.
Die Drip Torch ist mit einem Benzin/Diesel-Gemisch befüllt, welches beim Auslaufen durch einen Docht entzündet wird. Die Auslaufmenge kann mittels eines Luftventils geregelt werden. Durch eine Windung im Auslaufrohr und ein Kugelrückschlagventil wird ein Übergreifen des Feuers in das Behälterinnere verhindert.
Eine Spezialversion der Drip Torch ist die Heli-Torch, eine übergroße Version für den Einsatz durch Hubschrauber.